# José Luis Cabrera (bokser)
José Luis Cabrera – kubański bokser, złoty medalista igrzysk Ameryki Środkowej i Karaibów w San Juan z roku 1966 oraz z roku 1970.

## Kariera
W 1966 roku Cabrera zajął pierwsze miejsce w kategorii ciężkiej na igrzyskach Ameryki Środkowej i Karaibów, które rozgrywane były w San Juan. W finale pokonał walkowerem reprezentanta Portoryko Freddiego Cruzado, zdobywając złoty medal.. Sukces powtórzył cztery lata później, ponownie zdobywając złoty medal na igrzyskach Ameryki Środkowej i Karaibów w tej samej kategorii wagowej.